# Albumy numer jeden w roku 2021 (Japonia)
Notowanie Weekly Album Chart (jap. 週間アルバムランキング Shūkan Arubamu Chāto) przedstawia najlepiej sprzedające się albumy w Japonii. Publikowane jest ono przez magazyn Oricon Style, a dane skompletowane zostały przez Oricon w oparciu o cotygodniowe wyniki sprzedaży fizycznej albumów. Poniżej znajdują się tabele prezentujące najpopularniejsze albumy w danych tygodniach w roku 2021.
Notowanie Billboard Japan Hot Albums publikowane jest przez magazyn Billboard, a dane kompletowane są w oparciu o sprzedaż albumów (fizyczną i cyfrową) oraz dane pochodzące z Gracenote – ile razy dana płyta została włożona do komputera.

## Oricon Weekly Album Chart
| Data publikacji | Album                                                                                   | Wykonawca                         | Źródło |
| --------------- | --------------------------------------------------------------------------------------- | --------------------------------- | ------ |
| 4 stycznia      | O Album                                                                                 | KinKi Kids                        | [ 1 ]  |
| 11 stycznia     | This Is Arashi                                                                          | Arashi                            | [ 2 ]  |
| 18 stycznia     | 1ST                                                                                     | SixTones                          | [ 3 ]  |
| 25 stycznia     | Straight Outta Rhyme Anima                                                              | Hypnosis Mic: Division Rap Battle | [ 4 ]  |
| 1 lutego        | Still Dreaming                                                                          | Tomorrow X Together               | [ 5 ]  |
| 8 lutego        | Aster                                                                                   | Colon                             | [ 6 ]  |
| 15 lutego       | Live Loud                                                                               | The Yellow Monkey                 | [ 7 ]  |
| 22 lutego       | Sekai no Owari 2010–2019                                                                | Sekai no Owari                    | [ 8 ]  |
| 1 marca         | Loveholic                                                                               | NCT 127                           | [ 9 ]  |
| 8 marca         | Hypnosis Mic: Division Rap Battle – 2nd D.R.B: Dotsuitare Hompo vs Buster Bros!!!       | Hypnosis Mic: Division Rap Battle | [ 10 ] |
| 15 marca        | SZ10th                                                                                  | Sexy Zone                         | [ 11 ] |
| 22 marca        | Hypnosis Mic: Division Rap Battle – 2nd D.R.B: Bad Ass Temple vs Matenro                | Hypnosis Mic: Division Rap Battle | [ 12 ] |
| 29 marca        | Rainbow                                                                                 | Johnny's West                     | [ 13 ] |
| 5 kwietnia      | Hypnosis Mic: Division Rap Battle – 2nd D.R.B: Fling Posse vs Mad Trigger Crew          | Hypnosis Mic: Division Rap Battle | [ 14 ] |
| 12 kwietnia     | The First Step: Treasure Effect                                                         | Treasure                          | [ 15 ] |
| 19 kwietnia     | Chōtokkyū ≠Me Iki                                                                       | ≠Me                               | [ 16 ] |
| 26 kwietnia     | All Yours                                                                               | Astro                             | [ 17 ] |
| 3 maja          | Be                                                                                      | BTS                               | [ 18 ] |
| 10 maja         | Border: Carnival                                                                        | Enhypen                           | [ 19 ] |
| 17 maja         | Border: Carnival                                                                        | Enhypen                           | [ 20 ] |
| 24 maja         | Zenbu, Naisho.                                                                          | =Love                             | [ 21 ] |
| 31 maja         | Hot Sauce                                                                               | NCT Dream                         | [ 22 ] |
| 7 czerwca       | Demon Slayer: Kimetsu no Yaiba – Tanjiro Kamado Risshi-hen Original Soundtrack          | Różni artyści                     | [ 23 ] |
| 14 czerwca      | Playful                                                                                 | Koichi Domoto                     | [ 24 ] |
| 21 czerwca      | The Chaos Chapter: Freeze                                                               | Tomorrow X Together               | [ 25 ] |
| 28 czerwca      | BTS, the Best                                                                           | BTS                               | [ 26 ] |
| 5 lipca         | BTS, the Best                                                                           | BTS                               | [ 27 ] |
| 12 lipca        | BTS, the Best                                                                           | BTS                               | [ 28 ] |
| 19 lipca        | L∞ve                                                                                    | Urashimasakatasen                 | [ 29 ] |
| 26 lipca        | Butter                                                                                  | BTS                               | [ 30 ] |
| 2 sierpnia      | Re:Sense                                                                                | King & Prince                     | [ 31 ] |
| 9 sierpnia      | Superstar                                                                               | Shinee                            | [ 32 ] |
| 16 sierpnia     | Going to Destruction                                                                    | Bish                              | [ 33 ] |
| 23 sierpnia     | Best of Kis-My-Ft2                                                                      | Kis-My-Ft2                        | [ 34 ] |
| 30 sierpnia     | Editorial                                                                               | Official Hige Dandism             | [ 35 ] |
| 6 września      | Go to Funk                                                                              | Endrecheri                        | [ 36 ] |
| 13 września     | Step                                                                                    | V6                                | [ 37 ] |
| 20 września     | Hypnosis Mic: Division Rap Battle – 2nd D.R.B: Buster Bros!!! VS Matenro VS Fling Posse | Hypnosis Mic: Division Rap Battle | [ 38 ] |
| 27 września     | Gohan Misoshiru Nori Otsukemono Tamagoyaki feat. Umeboshi                               | Keisuke Kuwata                    | [ 39 ] |
| 4 października  | Sticker                                                                                 | NCT 127                           | [ 40 ] |
| 11 października | Snow Mania S1                                                                           | Snow Man                          | [ 41 ] |
| 18 października | Freedom Only                                                                            | Glay                              | [ 42 ] |
| 25 października | Dimension: Dilemma                                                                      | Enhypen                           | [ 43 ] |
| 1 listopada     | Attacca                                                                                 | Seventeen                         | [ 44 ] |
| 8 listopada     | Very6 Best                                                                              | V6                                | [ 45 ] |
| 15 listopada    | Attacca                                                                                 | Seventeen                         | [ 46 ] |
| 22 listopada    | Chaotic Wonderland                                                                      | Tomorrow X Together               | [ 47 ] |
| 29 listopada    | 8beat                                                                                   | Kanjani Eight                     | [ 48 ] |
| 6 grudnia       | U                                                                                       | NiziU                             | [ 49 ] |
| 13 grudnia      | Outstanding                                                                             | HKT48                             | [ 50 ] |
| 20 grudnia      | Friends III                                                                             | B'z                               | [ 51 ] |
| 27 grudnia      | Time Flies                                                                              | Nogizaka46                        | [ 52 ] |

## BillboardJapan Hot Albums
| Data publikacji | Album                                                                                   | Wykonawca                         | Źródło  |
| --------------- | --------------------------------------------------------------------------------------- | --------------------------------- | ------- |
| 4 stycznia      | O Album                                                                                 | KinKi Kids                        | [ 53 ]  |
| 11 stycznia     | This Is Arashi                                                                          | Arashi                            | [ 54 ]  |
| 18 stycznia     | 1ST                                                                                     | SixTones                          | [ 55 ]  |
| 25 stycznia     | Straight Outta Rhyme Anima                                                              | Hypnosis Mic: Division Rap Battle | [ 56 ]  |
| 1 lutego        | Still Dreaming                                                                          | Tomorrow X Together               | [ 57 ]  |
| 8 lutego        | Aster                                                                                   | Colon                             | [ 58 ]  |
| 15 lutego       | Live Loud                                                                               | The Yellow Monkey                 | [ 59 ]  |
| 22 lutego       | Sekai no Owari 2010-2019                                                                | Sekai no Owari                    | [ 60 ]  |
| 1 marca         | Loveholic                                                                               | NCT 127                           | [ 61 ]  |
| 8 marca         | Dotsuitare Hompo vs Buster Bros!!!                                                      | Hypnosis Mic: Division Rap Battle | [ 62 ]  |
| 15 marca        | SZ10th                                                                                  | Sexy Zone                         | [ 63 ]  |
| 22 marca        | One Last Kiss                                                                           | Hikaru Utada                      | [ 64 ]  |
| 29 marca        | rainboW                                                                                 | Johnny's West                     | [ 65 ]  |
| 5 kwietnia      | ヒプノシスマイク -Division Rap Battle- 2nd Division Rap Battle                          | Fling Posse vs. Mad Trigger Crew  | [ 66 ]  |
| 12 kwietnia     | The First Step: Treasure Effect                                                         | Treasure                          | [ 67 ]  |
| 19 kwietnia     | 超特急 ≠ME行き                                                                          | ≠Me                               | [ 68 ]  |
| 26 kwietnia     | Walpurgis                                                                               | Aimer                             | [ 69 ]  |
| 3 maja          | Be                                                                                      | BTS                               | [ 70 ]  |
| 10 maja         | Border: Carnival                                                                        | Enhypen                           | [ 71 ]  |
| 17 maja         | Flavors of Love                                                                         | Monsta X                          | [ 72 ]  |
| 24 maja         | Zenbu, Naisho." (全部、内緒。)                                                          | =Love                             | [ 73 ]  |
| 31 maja         | Ladybug                                                                                 | LiSA                              | [ 74 ]  |
| 7 czerwca       | Demon Slayer: Kimetsu no Yaiba – Tanjiro Kamado Risshi-hen Original Soundtrack          | Różni artyści                     | [ 75 ]  |
| 14 czerwca      | Playful                                                                                 | Koichi Domoto                     | [ 76 ]  |
| 21 czerwca      | The Chaos Chapter: Freeze                                                               | Tomorrow X Together               | [ 77 ]  |
| 28 czerwca      | BTS, the Best                                                                           | BTS                               | [ 78 ]  |
| 5 lipca         | BTS, the Best                                                                           | BTS                               | [ 79 ]  |
| 12 lipca        | BTS, the Best                                                                           | BTS                               | [ 80 ]  |
| 19 lipca        | L∞ve                                                                                    | Urashimasakatasen                 | [ 81 ]  |
| 26 lipca        | Butter                                                                                  | BTS                               | [ 82 ]  |
| 2 sierpnia      | Re:Sense                                                                                | King & Prince                     | [ 83 ]  |
| 9 sierpnia      | Perfect World                                                                           | Twice                             | [ 84 ]  |
| 16 sierpnia     | Going to Destruction                                                                    | Bish                              | [ 85 ]  |
| 23 sierpnia     | Best of Kis-My-Ft2                                                                      | Kis-My-Ft2                        | [ 86 ]  |
| 30 sierpnia     | Editorial                                                                               | Official Hige Dandism             | [ 87 ]  |
| 6 września      | Go to Funk                                                                              | Endrecheri                        | [ 88 ]  |
| 13 września     | Step                                                                                    | V6                                | [ 89 ]  |
| 20 września     | Hypnosis Mic: Division Rap Battle – 2nd D.R.B: Buster Bros!!! VS Matenro VS Fling Posse | Hypnosis Mic: Division Rap Battle | [ 90 ]  |
| 27 września     | Gohan Misoshiru Nori Otsukemono Tamagoyaki feat. Umeboshi                               | Keisuke Kuwata                    | [ 91 ]  |
| 4 października  | Gohan Misoshiru Nori Otsukemono Tamagoyaki feat. Umeboshi                               | Keisuke Kuwata                    | [ 92 ]  |
| 11 października | Snow Mania S1                                                                           | Snow Man                          | [ 93 ]  |
| 18 października | Snow Mania S1                                                                           | Snow Man                          | [ 94 ]  |
| 25 października | Dimension: Dilemma                                                                      | Enhypen                           | [ 95 ]  |
| 1 listopada     | Attacca                                                                                 | Seventeen                         | [ 96 ]  |
| 8 listopada     | Very6 Best                                                                              | V6                                | [ 97 ]  |
| 15 listopada    | Attacca                                                                                 | Seventeen                         | [ 98 ]  |
| 22 listopada    | Chaotic Wonderland                                                                      | Tomorrow X Together               | [ 99 ]  |
| 29 listopada    | 8beat                                                                                   | Kanjani Eight                     | [ 100 ] |
| 6 grudnia       | U                                                                                       | NiziU                             | [ 101 ] |
| 13 grudnia      | The Book 2                                                                              | Yoasobi                           | [ 102 ] |
| 20 grudnia      | Friends III                                                                             | B'z                               | [ 103 ] |
| 27 grudnia      | Time Flies                                                                              | Nogizaka46                        | [ 104 ] |